# Rjavo roza barva
Rjavo roza barva je odtenek rdeče barve, ki je po videzu nekje med indijsko rdečo in svetlo rjavo barvo. 
Ponekod se ta barva imenuje bolšja barva, ker so njene nianse najbolj podobne krvavim madežem, ki so včasih ostajali na posteljnini po piku bolh. Na primer pri Angležih se še danes barva imenuje puce, kar je očitno prevzeto iz francoščine, kjer je to beseda za bolho. Prav v Franciji je bila to sodobna barva v 18. in 19. stoletju, baje najljubša barva kraljice Marije Antoinette. Danes se včasih uporablja za hišne fasade.